# Скорость отрыва самолёта

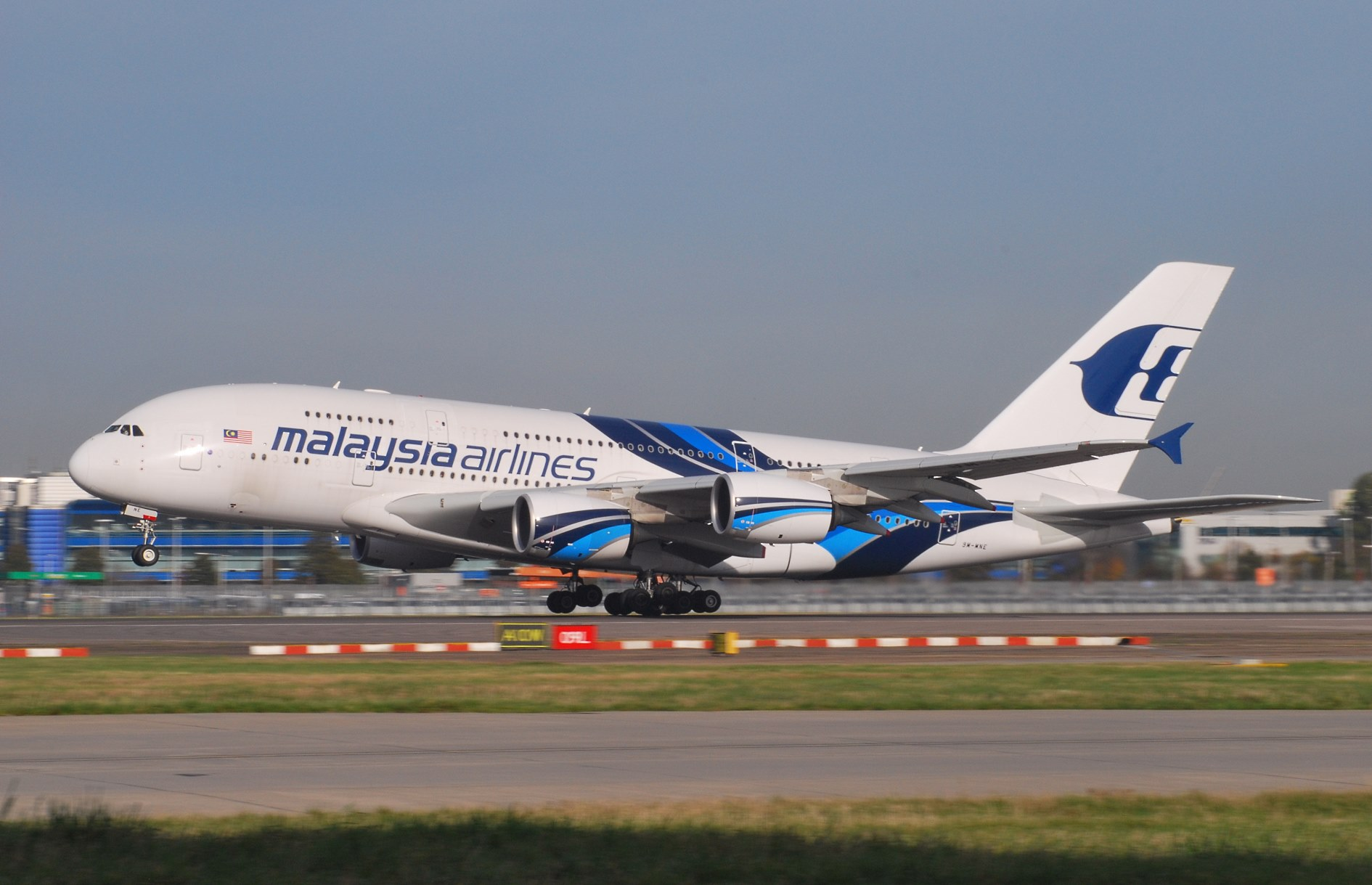
Airbus A380 (бортовой номер 9M-MNE) авиакомпании Malaysia Airlines отрывается от ВПП аэропорта Хитроу (Лондон, Великобритания). Средняя скорость отрыва для этого типа воздушного судна составляет 269 км/ч

Ско́рость отры́ва самолёта — скорость самолёта в момент отрыва его шасси от поверхности взлётно-посадочной полосы (ВПП) после разбега. Основным параметром, определяющим её, является отношение удельной нагрузки на крыло к коэффициенту подъёмной силы. Уменьшение этого отношения означает снижение скорости отрыва. Другими факторами, уменьшающими значение скорости отрыва, являются встречное направление ветра и бо́льшая плотность воздуха.
С уменьшением скорости отрыва сокращается необходимая для взлёта длина ВПП. Разработчики самолётов устанавливают минимальную скорость отрыва, которая определяется при лётных испытаниях, в ходе которых скорость отрыва снижается до минимально возможной, при которой самолёт может безопасно оторваться от земли и продолжить взлёт без применения специальных методов пилотирования. С целью снижения скорости отрыва широко применяются механизация крыла и энергетическая механизация крыла. Значения скорости отрыва самолётов различных типов варьируются от 80 до 300 км/ч.